# Cryptocarya darusensis
Cryptocarya darusensis är en lagerväxtart som beskrevs av André Joseph Guillaume Henri Kostermans. Cryptocarya darusensis ingår i släktet Cryptocarya och familjen lagerväxter. Inga underarter finns listade i Catalogue of Life.